# Rhaesena
Rhaesena là một chi bướm đêm thuộc họ Erebidae.